# Tweed New Haven Regional Airport
Tweed New Haven Regional Airport (IATA: HVN, ICAO: KHVN) – port lotniczy położony 5 km na południowy wschód od centrum New Haven, w stanie Connecticut, w Stanach Zjednoczonych.